# Cambista

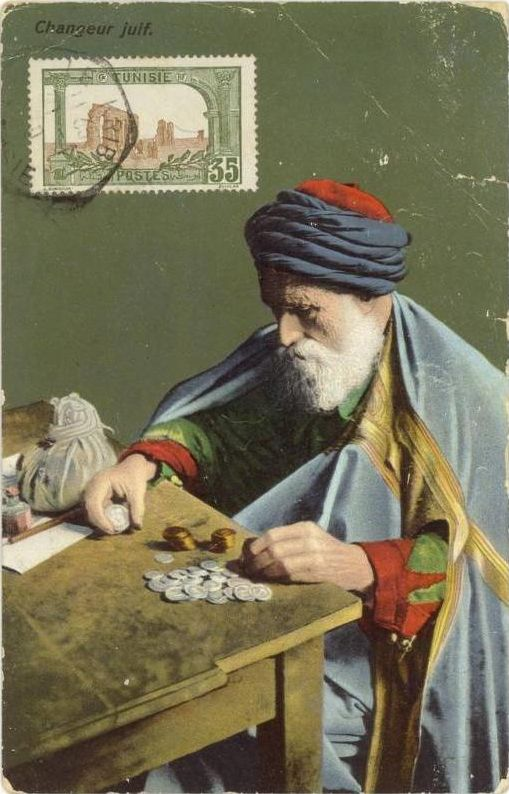
Cambista judío en Túnez.

Cambista es el que se emplea en el oficio del cambio de moneda, ocupación que se hizo imprescindible con la aparición de las monedas oficiales o divisas de cada uno de los países o ciudades, lo que obligaba a los mercaderes a cambiar por la moneda local la moneda que trajeran con ellos. Era necesaria una alta especialización y conocimientos en numismática, metrología y metales para identificar las monedas y distinguir su ley y peso. Las tablas o "bancos" de los cambistas fueron el origen de la banca en Europa.
Las sucesivas innovaciones financieras, como la letra de cambio, el papel moneda y las instituciones aparecidas en la Baja Edad Media y la Edad Moderna (Cambio de Aviñón, Taula de canvi, Collegio del Cambio, Amsterdam Wisselbank), y la banca moderna y el tipo de cambio flexible en la Edad Contemporánea, permitieron que para el siglo XX ya se desarrollara un mercado de los cambios de moneda, que permite a bancos y otros intermediarios financieros realizar este tipo de transacciones de forma sencilla y transparente, aunque no libre de especulación y otras distorsiones.

## Historia

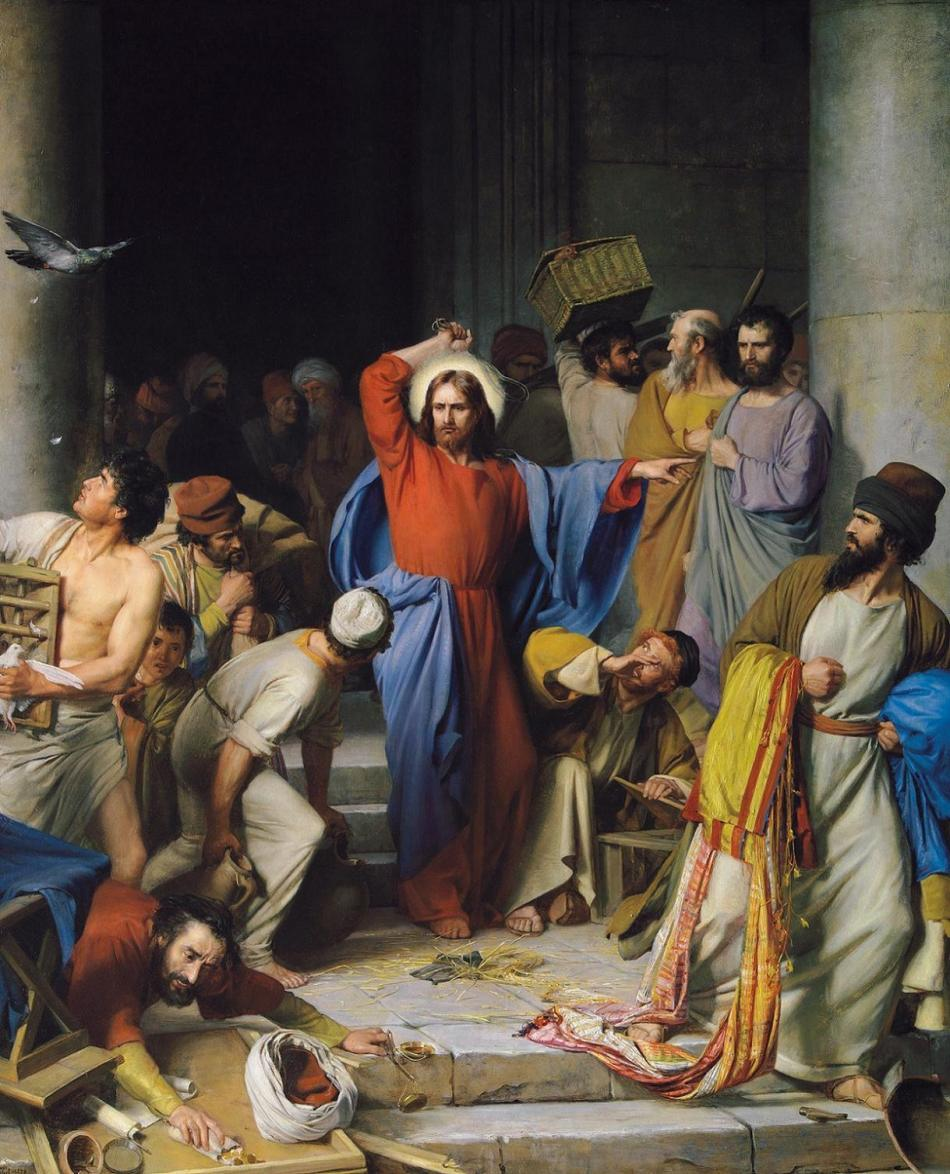
Expulsión de los mercaderes del Templo.

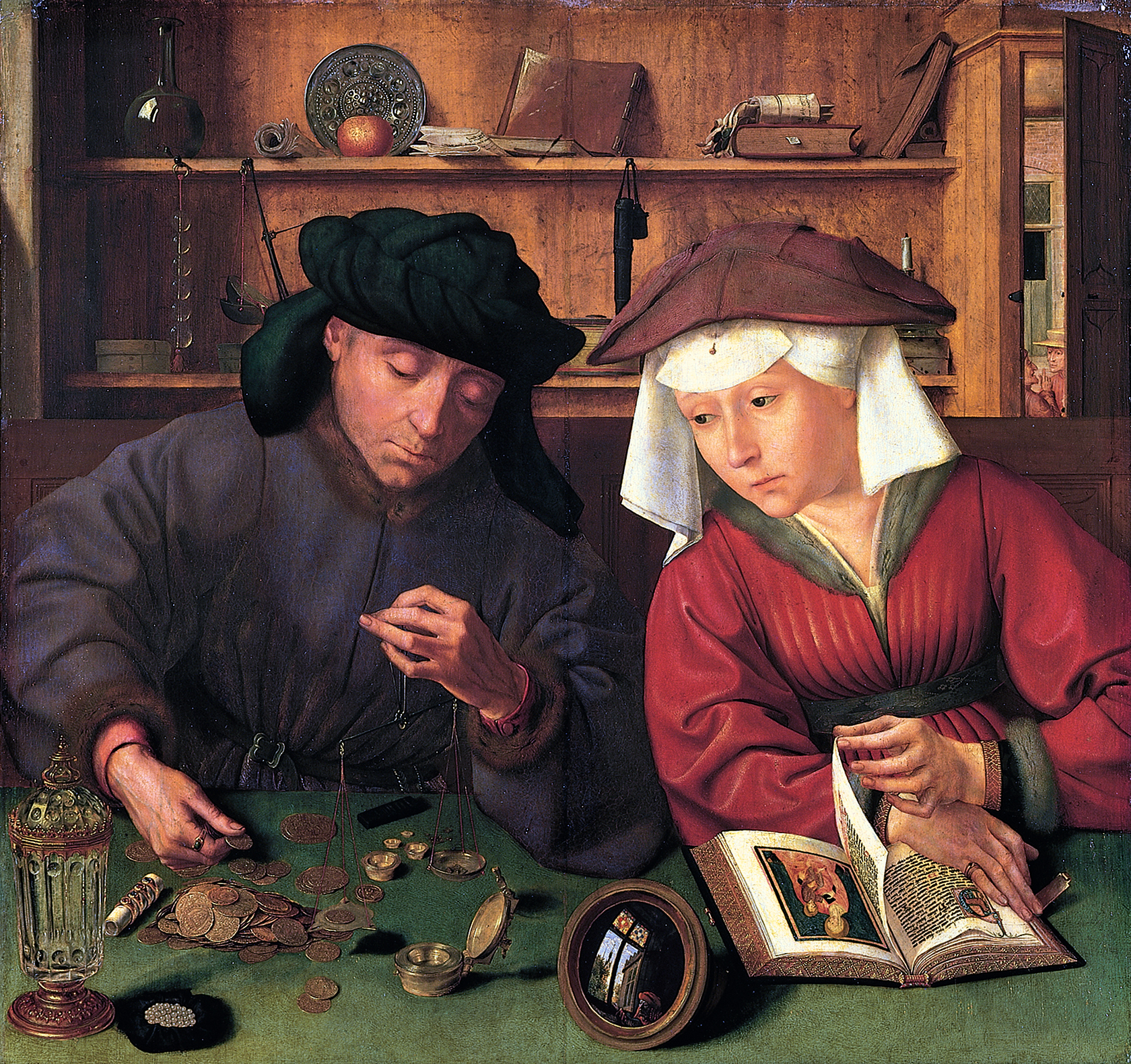
El cambista y su mujer.

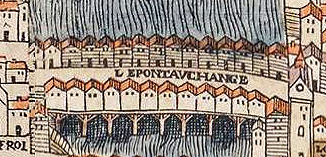
Pont au Change ("Puente del Cambio") sobre el Sena, en el Plano de París de Truschet y Hoyau de 1553. Allí los cambistas tenían sus bancos.

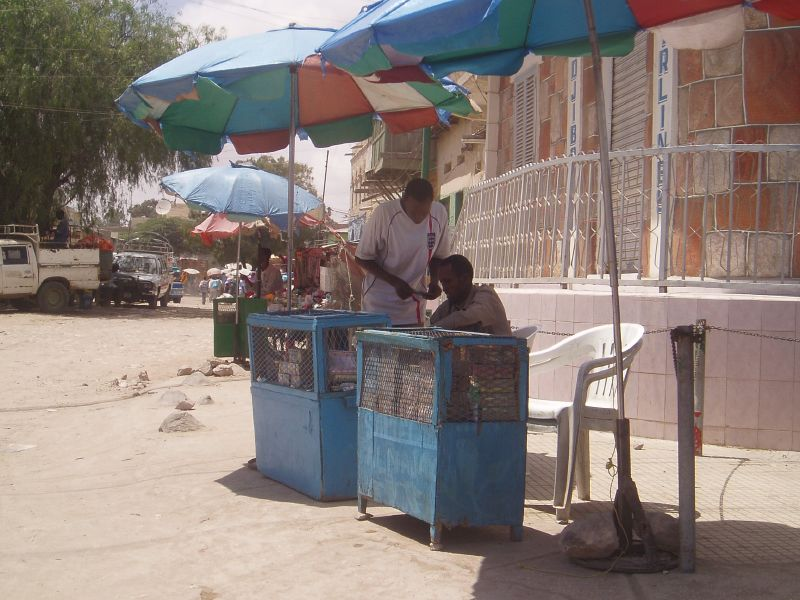
Puestos callejeros de cambio de moneda en Somalia en la actualidad (año 2005).

En Roma el oficio de cambista era desempeñado por los nummularii. Según Suetonio, el emperador Galba mandó cortar las manos a un nummularius deshonesto en la Hispania Tarraconensis. Tras la división del Imperio y la caída del Imperio occidental, el dinamismo económico del Imperio bizantino y la posición estratégica de Constantinopla en las rutas comerciales continuó exigiendo la existencia de cambistas; cuyos puestos se situaban, como los de los joyeros, en la Mesé, entre el Foro y el Gran Palacio, encuadrados en corporaciones derivadas de los collegia romanos y sometidos a la autoridad del prefecto de la ciudad.
En el interior del antiguo Templo de Jerusalén no se podían utilizar para pagar las ofrendas (como animales de sacrificio) más que siclos judíos o tirios, de modo que era obligado cambiar las monedas griegas o romanas que trajeran los peregrinos. En griego (la lengua del Nuevo Testamento y la utilizada por todo el Mediterráneo Oriental) las palabras para designar a los cambistas son kermatistes, trapezites (por la trapeza -mesa o banco-
La reactivación de la circulación monetaria y el comercio a larga distancia entre las ciudades musulmanas medievales exigía la presencia de sayrafi (cambistas) en el suq al-saga ("zoco [mercado] de cambios") de cada una de ellas, situado habitualmente en las proximidades de los jans o qaysariya (zonas destinadas al almacenaje y fiscalización de las mercancías y su venta en subasta -funduq-).
En muchas ciudades europeas de la Edad Media se emitía moneda local, habitualmente con la efigie del gobernante. Cuando los mercaderes acudían a realizar compras y ventas, especialmente durante las ferias, los cambistas les ofrecían el servicio de cambiarles sus monedas por las locales o guardárselas en depósito en sus "bancos", efectuando en sus "cuentas" los ajustes necesarios tras la realización de las transacciones. Así se aminoraban problemas como el desgaste o la falsificación. También ofrecían servicios más sofisticados, como el mantenimiento del depósito en ausencia del depositante y el giro bancario. A medida que crecían las operaciones de los cambistas, estos se convertían en prestamistas, al añadir el tipo de interés a sus tasas de cambio. A pesar de los recelos ideológicos y religiosos al ámbito de lo que se consideraba pecado de usura, la propia Orden del Temple proporcionaba este servicio a los peregrinos que iban y volvían de Tierra Santa. Las grandes riquezas acumuladas por los templarios fueron una de las causas principales de su violento final en beneficio del rey de Francia (1307-1312). Era habitual la presencia en el oficio de judíos, que a su vez tenían un activo papel en los préstamos, particularmente con los reyes (con tasas de interés mayores a las permitidas a los cristianos), y el arrendamiento de rentas o administración de los impuestos, lo que se relaciona con su expulsión sucesiva de distintos reinos.
Al igual que los demás oficios (y particularmente los vinculados al trabajo de los metales preciosos -orífices, plateros, orfebres-), los cambistas de cada una de las ciudades se agruparon en gremios o guildas, y sus "bancos" u oficinas se disponían en la misma calle o barrio. Génova, Medina del Campo (donde destacó Simón Ruiz), Lyon, las de Champaña, las de la Hansa y del Rin (donde surgieron los Fugger, los Welser, los Adler y los Hochstätter, y más adelante, los Rotschild (cuya primacía pasó a Amberes y de esta a Ámsterdam). En Roma, la concentración de cambistas florentinos en la zona del Vaticano llevó al papa Julio II a promover una serie de construcciones en torno a un nuevo eje urbano (la Via Giulia, con la Casa de Moneda donde posteriormente se creó el Banco di Santo Spirito).
La difusión global de la moneda de plata española se manifestó en su aceptación por los cambistas chinos, que no obstante realizaban sobre sus piezas diversas comprobaciones, como resellarlas (chops) o cortarlas (lo que también permitía utilizarlas para valores fraccionarios).

## Máquina de cambio
La máquina de cambio o dispensador de moneda es un dispositivo mecánico que proporciona monedas a cambio de otras de distinto valor o procedencia, o bien el "cambio" o "vuelta". Puede tener distintas formas. La inventada por Jacques L. Galef se podía llevar en el cinturón, utilizándose por cobradores de los transportes públicos y otras profesiones en las que es necesario el cobro manual.

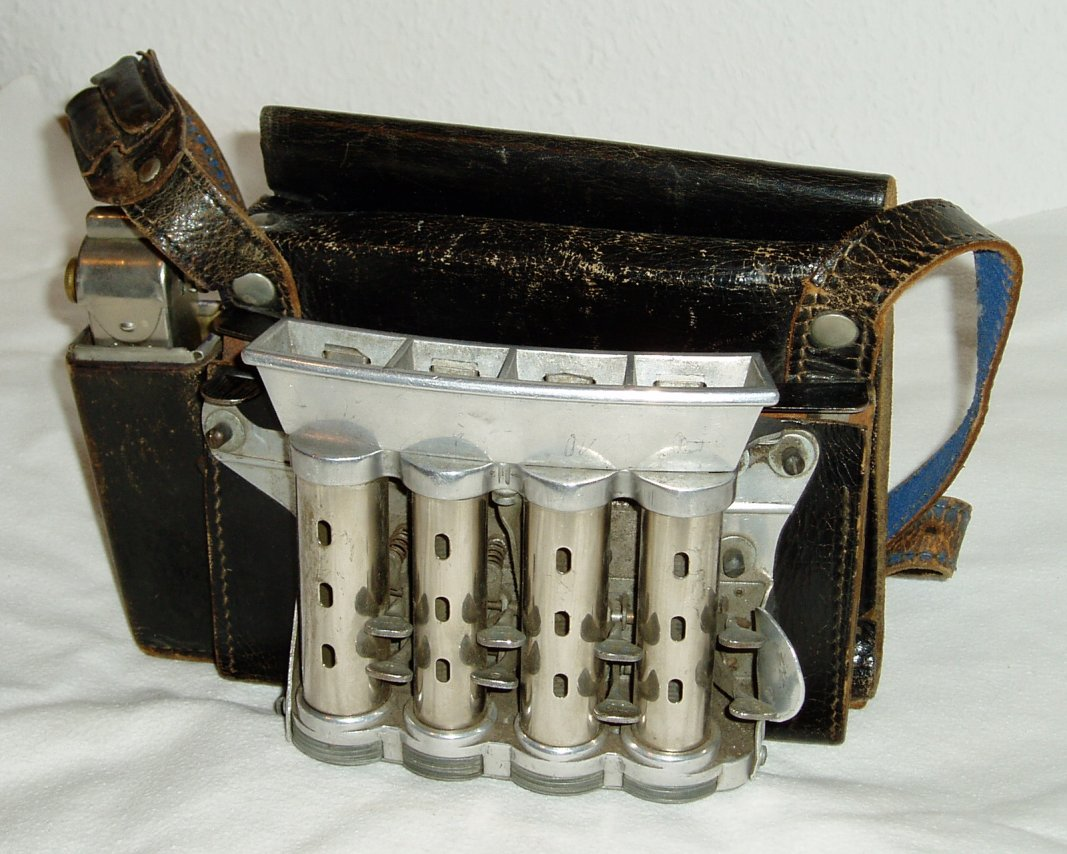
Galoppwechsler (máquina de cambio para el cobro manual).

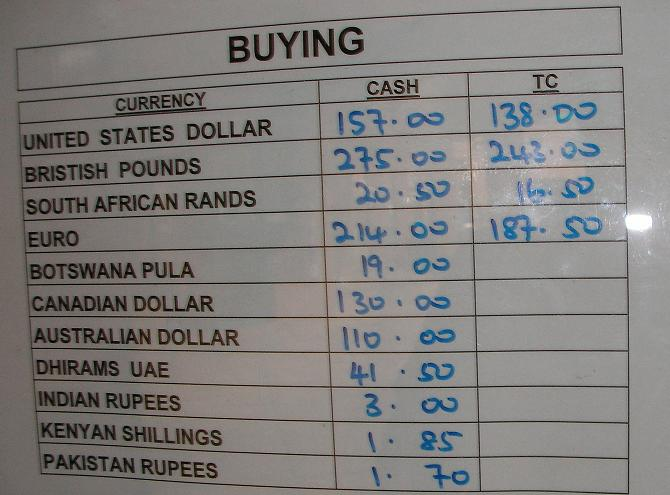
Lista de tasas de cambio del kuacha malauí. Nótese cómo los cheques de viaje tienen un valor más bajo que el de los billetes de banco.